# Cambierà
Cambierà è un singolo del cantautore italiano Neffa, pubblicato il 20 giugno del 2006 come secondo estratto dal quinto album in studio Alla fine della notte.

## Video musicale
La regia del videoclip è firmata dal regista partenopeo Claudio D'Avascio, realizzato interamente in computer grafica.

## Successo commerciale
Il singolo è stato molto apprezzato anche in Germania, dove è entrato nella top 100 dei singoli più venduti mentre in Italia è entrato nella top 20, nonché nella classifica dei 5 brani più trasmessi in radio.

## Classifiche
| Classifica (2006) | Posizione |
| ----------------- | --------- |
| Germania          | 81        |
| Italia            | 13        |

### Classifiche di fine anno
| Classifiche (2006) | Posizione |
| ------------------ | --------- |
| Italia             | 97        |